# Christophe Kerbrat
Christophe Kerbrat (Brest, 2 augustus 1986) is een Frans voormalig voetballer die doorgaans speelde als centrale verdediger. Tussen 2003 en 2025 was hij actief voor Stade Plabennécois, EA Guingamp en Stade Briochin.

## Clubcarrière
Kerbrat speelde in de jeugd van Stade Plabennécois en brak op zeventienjarige leeftijd door in het eerste elftal van die club. In het seizoen 2009/10 drong de club in de Coupe de France door tot de zestiende finale nadat het OGC Nice en AS Nancy (beiden clubs uit de Ligue 1) uitgeschakeld had. In de zomer van 2011 maakte Kerbrat de overstap naar EA Guingamp, waar hij in eerste instantie voor twee jaar tekende.
In het seizoen 2012/13 promoveerde Guingamp vanuit de Ligue 2 naar de Ligue 1 met Kerbrat als belangrijke basisspeler. Het seizoen erop won de promovendus de beker, door in de finale met 0–2 te winnen van Stade Rennais. Kerbrat mocht van coach Jocelyn Gourvennec in de basis starten en hij speelde het gehele duel mee. Hierdoor debuteerde de centrumverdediger met Guingamp het seizoen erop in de Europa League. Na het seizoen 2018/19 degradeerde Guingamp weer naar het tweede niveau.
Een seizoen later ging Kerbrat weg bij de club en hij tekende voor één seizoen bij Stade Briochin. Aan het einde van het seizoen 2024/25 besloot Kerbrat op achtendertigjarige leeftijd een punt achter zijn actieve loopbaan te zetten.

## Clubstatistieken
| Seizoen | Club           | Competitie | Competitie | Competitie | Beker | Beker | Internationaal | Internationaal | Totaal | Totaal |
| Seizoen | Club           | Competitie | Wed.       | Dlp.       | Wed.  | Dlp.  | Wed.           | Dlp.           | Wed.   | Dlp.   |
| ------- | -------------- | ---------- | ---------- | ---------- | ----- | ----- | -------------- | -------------- | ------ | ------ |
| 2011/12 | EA Guingamp    | Ligue 2    | 14         | 0          | 4     | 0     | —              | —              | 18     | 0      |
| 2012/13 | EA Guingamp    | Ligue 2    | 35         | 1          | 3     | 0     | —              | —              | 38     | 1      |
| 2013/14 | EA Guingamp    | Ligue 1    | 36         | 0          | 6     | 0     | —              | —              | 42     | 0      |
| 2014/15 | EA Guingamp    | Ligue 1    | 32         | 0          | 7     | 0     | 6              | 0              | 45     | 0      |
| 2015/16 | EA Guingamp    | Ligue 1    | 29         | 0          | 4     | 0     | —              | —              | 33     | 0      |
| 2016/17 | EA Guingamp    | Ligue 1    | 35         | 0          | 7     | 0     | —              | —              | 42     | 0      |
| 2017/18 | EA Guingamp    | Ligue 1    | 37         | 1          | 3     | 0     | —              | —              | 40     | 1      |
| 2018/19 | EA Guingamp    | Ligue 1    | 25         | 0          | 5     | 0     | —              | —              | 30     | 0      |
| 2019/20 | EA Guingamp    | Ligue 2    | 16         | 0          | 2     | 0     | —              | —              | 18     | 0      |
| 2020/21 | Stade Briochin | National   | 23         | 1          | 2     | 0     | —              | —              | 25     | 1      |
| 2021/22 | Stade Briochin | National   | 29         | 1          | 1     | 0     | —              | —              | 30     | 1      |
| 2022/23 | Stade Briochin | National   | 28         | 2          | 0     | 0     | —              | —              | 28     | 2      |
| 2023/24 | Stade Briochin | National 2 | 25         | 0          | 2     | 0     | —              | —              | 27     | 0      |
| 2024/25 | Stade Briochin | National 2 | 18         | 1          | 6     | 0     | —              | —              | 24     | 1      |
| Totaal  | Totaal         | Totaal     | 382        | 7          | 52    | 0     | 6              | 0              | 434    | 7      |

## Erelijst
| Coupe de France | 1 | 2013/14 |